# Kook Entertainment
Kook Entertainment (韓語：국엔터테인먼트)，是一家韩国艺人经纪公司，由国世焕创立于2009年10月，代表理事国世焕担任演员金相庆的经纪人超过20年。

## 旗下艺人

### 男演员
- 金相庆（2009年至今）[1]
- 金泰韓（2016年6月至今）[2]

### 女演员
- 金志映（2016年6月至今）[2]
- 韓智安（2015年至今）[3]
- 赵秀河
- 韩允智
- 李道惠（2025年4月至今）[4]

## 过往艺人
- 李宗秀（2009年—未知）[1]
- 宋善美（2009年—未知）
- 朴秀仁（2009年12月—2010年10月）[5]
- 金慧利（2015年—未知）[3]
- 朴善英（2015年—未知）
- 徐惠真（2016年7月—未知）
- 南成镇（2016年6月—未知）[2]
- 沈熙燮
- 王智媛
- 吳超熙
- 沈恩祐[6]
- 李智勋[7]

## 外部连结
- Kook Entertainment NAVER BLOG （页面存档备份，存于） 
- Kook Entertainment的Instagram帳戶